# Diacilglicerol cinasa

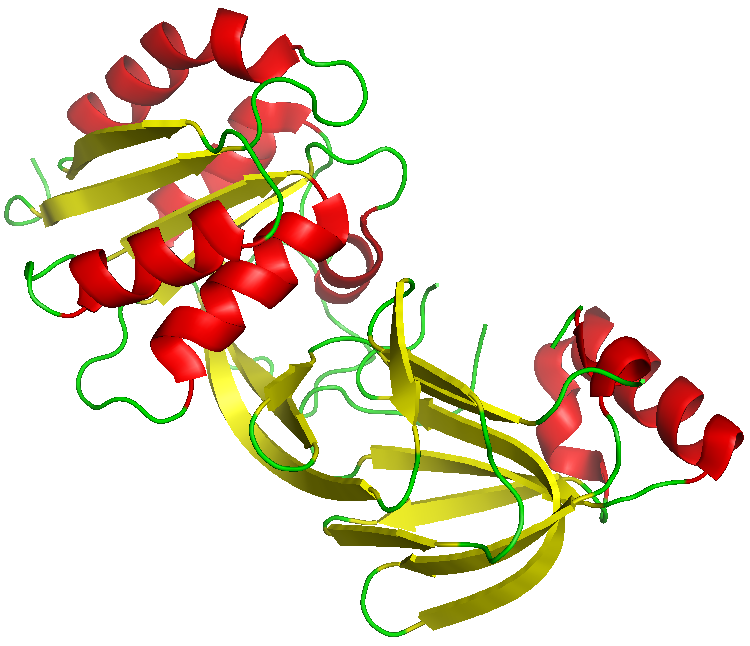
Figura 1. DgkB, forma soluble de diacilglicerol cinasa del Staphylococcus aureus. Las hélices α en rojo, las láminas β en amarillo y las espirales en verde.

La diacilglicerol cinasa (DGK) (número EC 2.7.1.107) es una familia de enzimas que cataliza la conversión de diacilglicerol (DAG) a ácido fosfatídico (PA) utilizando ATP como fuente de fosfato.
1,2-diacilglicerol + ATP {\displaystyle \rightleftharpoons } 1,2-diacilglicerol-3-fosfato + ADP

## Funciones
En células no estimuladas, la actividad de la diacilglicerol cinasa es baja permitiendo que el diacilglicerol sea usado para la biosíntesis de fosfoglicéridos. Pero cuando se produce la activación de la ruta de los fosfoinosítidos, la actividad de la DGK aumenta conduciendo así la conversión de DAG a ácido fosfatídico. Se cree que los lípidos tienen la función de moléculas bioactivas de señalización con distintos objetivos celulares, así la DGK ocupa una posición importante sirviendo como interruptor para terminar la señalización por un lípido y activar la señalización por otro.
En las bacterias, la DGK es una proteína de membrana muy pequeña (13-15 kDa) que parece que contiene tres dominios transmembrana. La región mejor conservada es una porción de 12 residuos que están localizados en el citoplasma entre el segundo y tercer dominio transmembrana. Algunas bacterias Gram-positivas también codifican una DGK soluble capaz de reintroducir al DAG en la ruta de biosíntesis de los fosfolípidos. El DAG se acumula en las bacterias Gram-positivas como resultado de la transferencia del glicerol-1-fosfato del fosfaditilglicerol al ácido lipoteicoico.

## Isozimas
Hasta la fecha se han clonado e identificado diez miembros de la familia de las diacilglicerol cinasas. Aunque todos los miembros han conservado los dominios catalíticos y dos dominios ricos en cisteína, se han clasificado en cinco grupos de acuerdo a la presencia de dominios funcionales adicionales y por la especificidad a sustratos.
- Diacilglicerol cinasa tipo 1. Isozimas DGK-α, DGK-β, DGK-γ. Contienen motivos manos-EF y un dominio homólogo a la recoverina.
- Diacilglicerol cinasa tipo 2. Isozimas DGK-δ, DGK-η, DGK-κ. Contiene un dominio homólogo a la pleckstrina.
- Diacilglicerol cinasa tipo 3. Isozima DGK-ε. Tiene especificidad por el diacilglicerol que contiene araquidonato.
- Diacilglicerol cinasa tipo 4. Isozimas DGK-ζ, DGK-ι. Contiene un dominio homólogo a MARCKS, repeticiones de anquirina y una secuencia señalizadora de localización nuclear.
- Diacilglicerol cinasa tipo 5. Isozima DGK-θ. Contiene un tercer dominio rico en cisteína, un dominio homólogo a la pleckstrina y una región rica en prolina.

## Dominio catalítico de la diacilglicerol cinasa
El dominio catalítico de la diacilglicerol cinasa, o dominio DGKc, está presente en las cinasas de lípidos mamíferas como las diacilglicerol, ceramida y esfingosina cinasas, así como en proteínas bacterianas relacionadas.
En las bacterias, una proteína integral de membrana DGK forma una proteína homotrimérica que carece del dominio DGKc. En contraste, la proteína bacteriana yegS es una proteína citosólica soluble que contiene el dominio DGKc en la parte N-terminal. YegS es una lípido cinasa con dos dominios estructurales, en donde el sitio activo se localiza en el hueco entre dominios que es C-terminal con respecto al dominio DGKc que forma un pliegue α/β. La estructura terciaria se parece a la de las NAD cinasas y contiene un sitio de unión de ion metálico en la región C-terminal.
Algunas proteínas conocidas por contener un dominio DGKc son:
- La diacilglicerol cinasa mamífera. Una vez producida la estimulación celular convierte al mensajero secundario diacilglicerol en fosfatidato iniciando la resíntesis de fosfadilinositoles y atenuando la actividad de la proteína cinasa C.
- La esfingosina cinasa mamífera. Cataliza la fosforilación de la esfingosina para formar esfingosina-1-fosfato, un mediador lipídico con funciones intra y extracelulares.
- La acilglicerol cinasa mitocondrial mamífera. Una lípido cinasa que puede fosforilar monoacilglicerol y diacilglicerol para forma ácido lisofosfatídico y ácido fosfatídico respectivamente.
- La ceramida cinasa mamífera. Cataliza específicamente la fosforilación de la ceramida para formar ceramida-1-fosfato.
- La lípido cinasa bacteriana yegS. In vitro fosforila el fosfatidilglicerol pero no el diacilglicerol. Probablemente fosforila lípidos.
- Las diacilglicerol cinasas de la mosca de la fruta.
- La diacilglicerol cinasa K06A1.6 y la proteína F52C9.3 del Caenorhabditis elegans.
- Cinasas de bases esfingoides de cadena larga en plantas y levaduras.